# Arrumanos

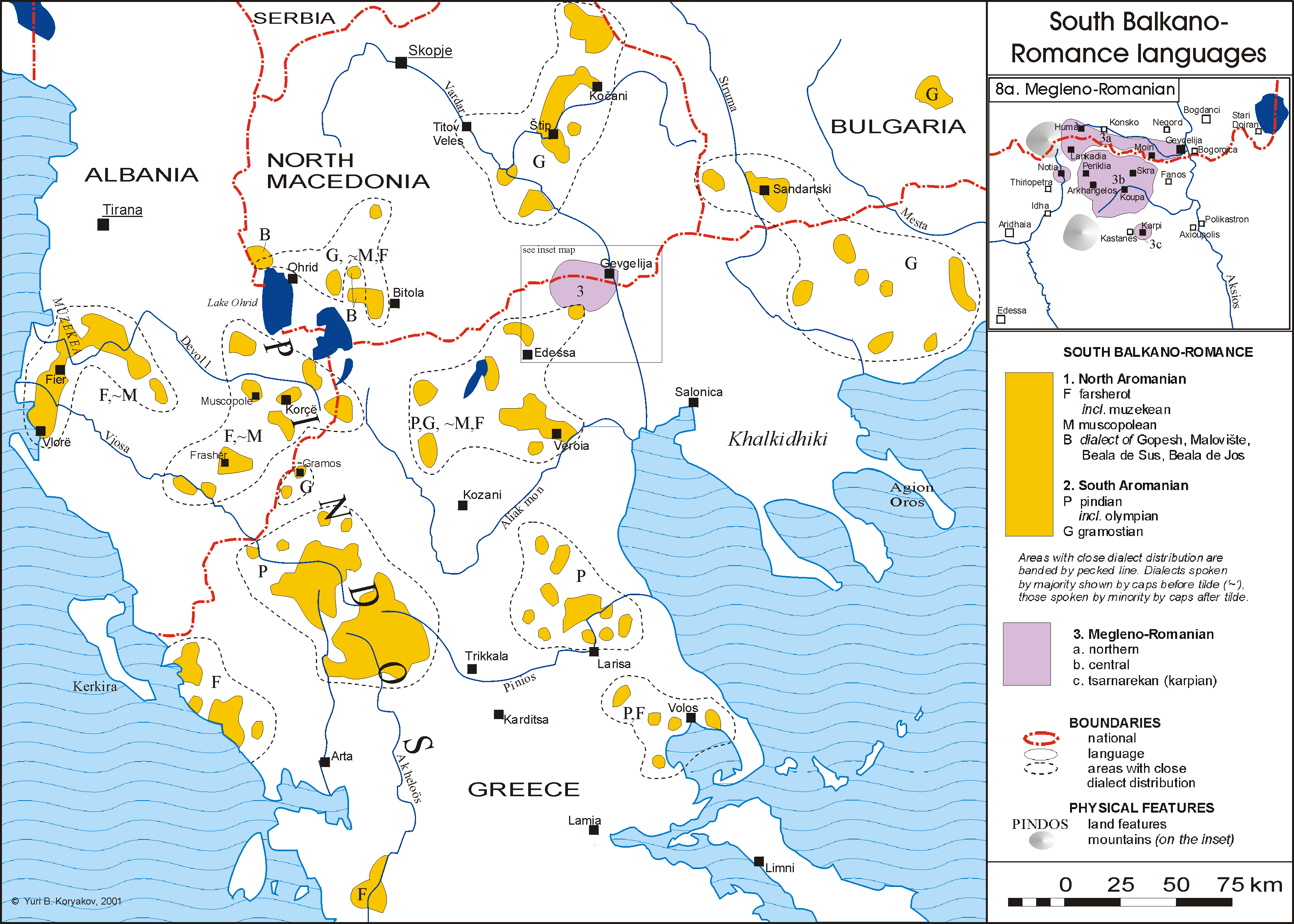
Localización de las etnias arrumanos de los Balcanes, según áreas de presencia lingüística a principios del.

El pueblo arrumano representa a una rama de la latinidad oriental, junto con los dacorrumanos, meglenorrumanos e istrorrumanos.
Es un pueblo latino que habita en el sur de los Balcanes, principalmente en el noroeste de Grecia, el centro y sur de Albania y el sur de Macedonia del Norte.
Hay que recordar que algunos grupos escasos se encuentran residiendo en Bulgaria y la región rumana de Dobrogea, adonde llegaron como comunidades inmigrantes.

## Nombres y clasificación

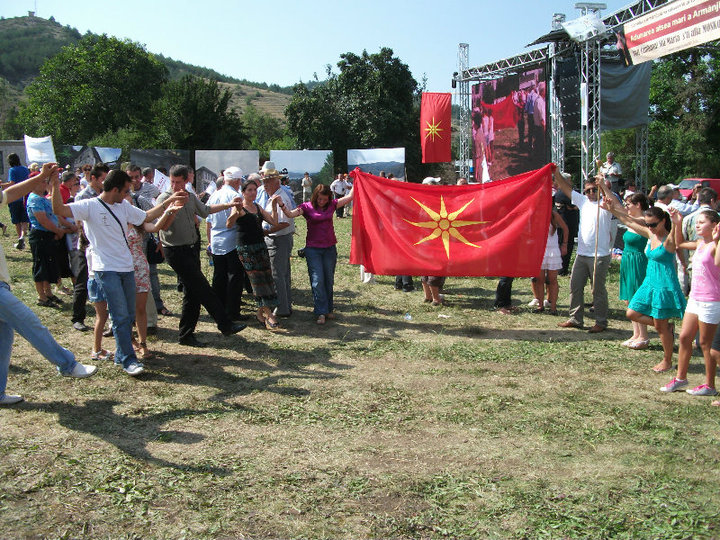
El festival llamado Días de la Cultura de los Aromunes, en Macedonia del Norte, 2009.

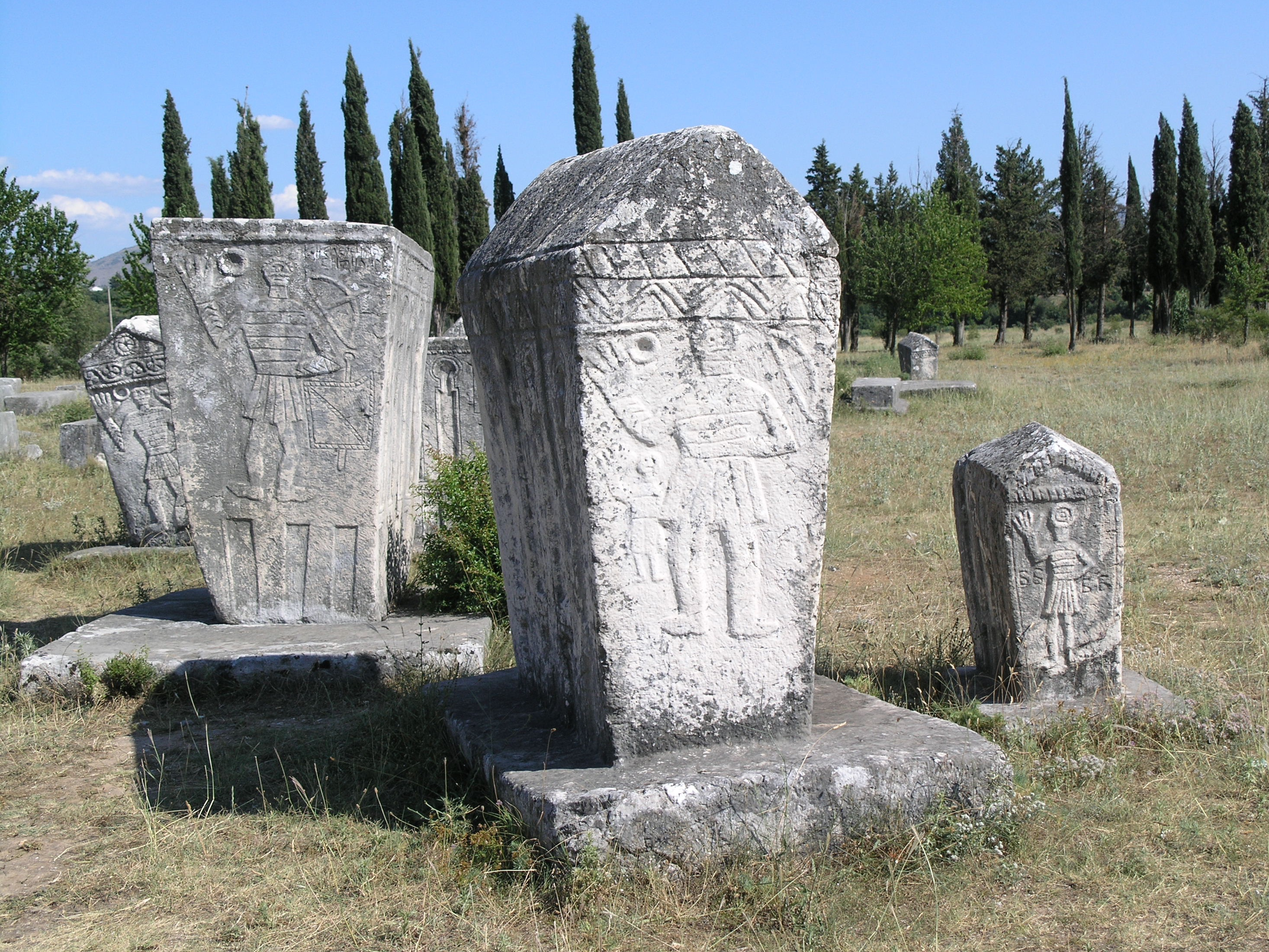
Lápidas medievales de Bosnia y Herzegovina con las caras y ropas de Aromunes.

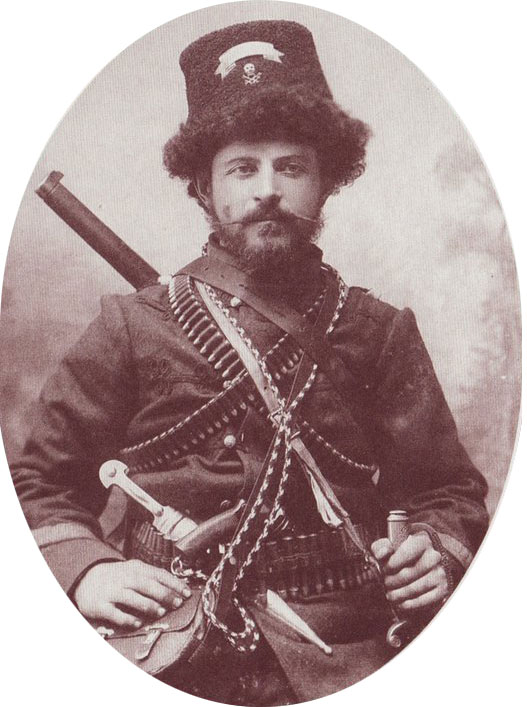
Pitu Guli (1865-1903), uno de los líderes principales de los arrumanos y macedonios, durante la Revuelta de Ilinden, en 1903.

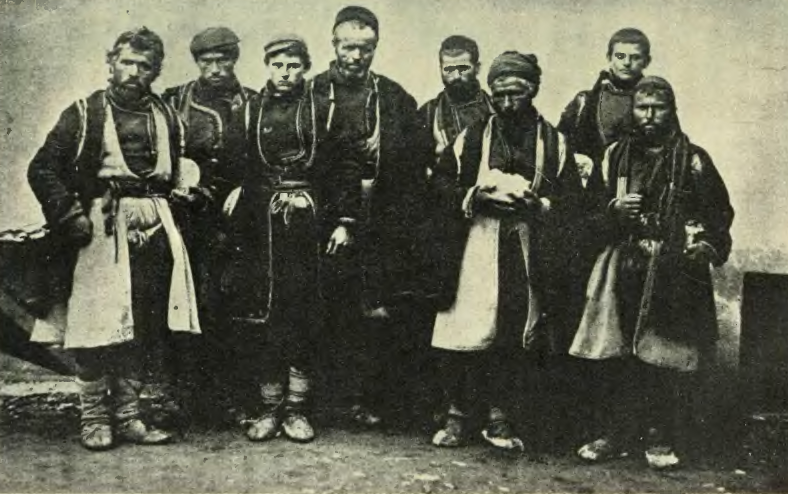
Pastores arrumanos en Macedonia, en 1914.

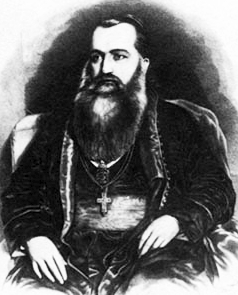
Andrei Saguna (obispo, 1809-1873).

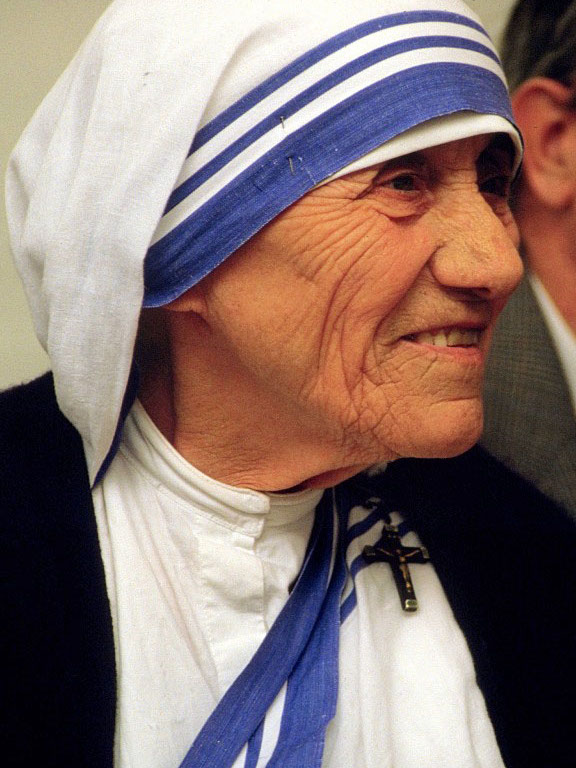
Madre Teresa (monja, 1910-1997).

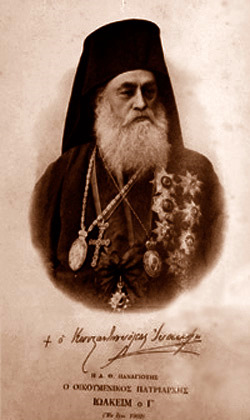
Patriarca Joachim.

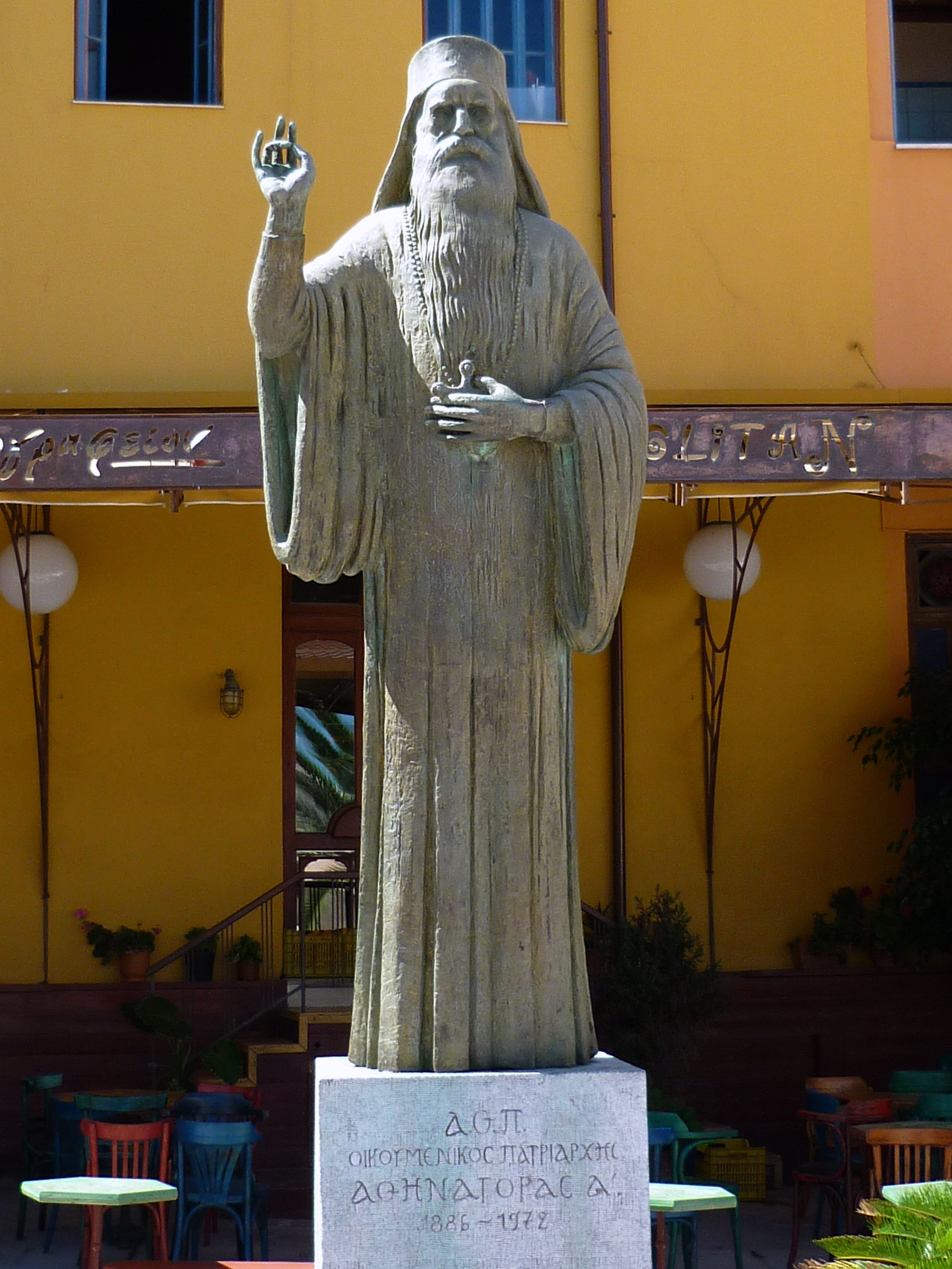
Patriarca Athenagoras.

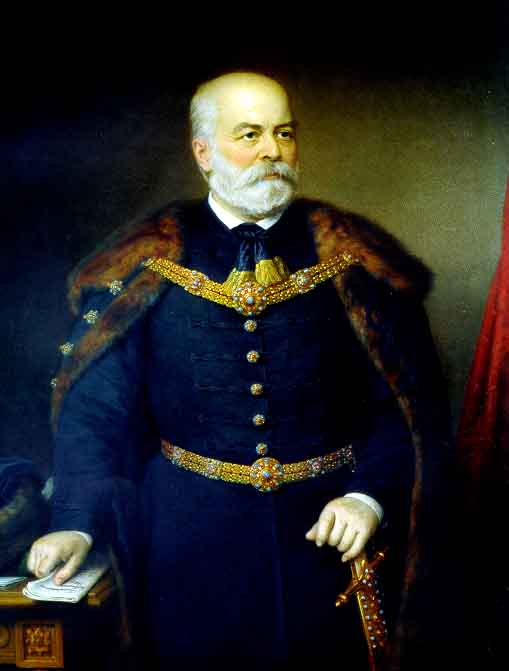
Emanoil Gojdu.

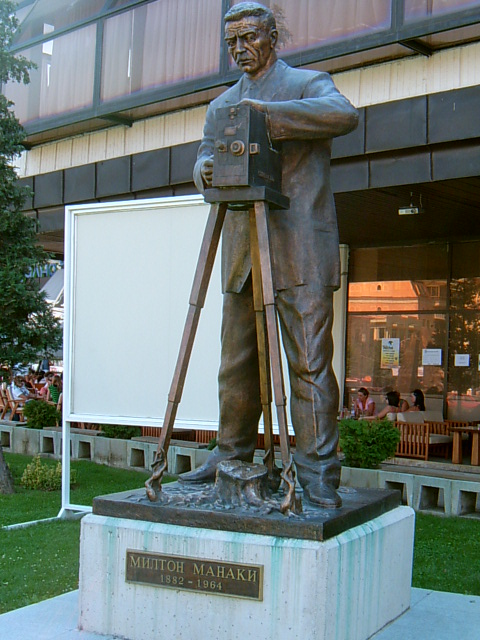
Milton Manakia.

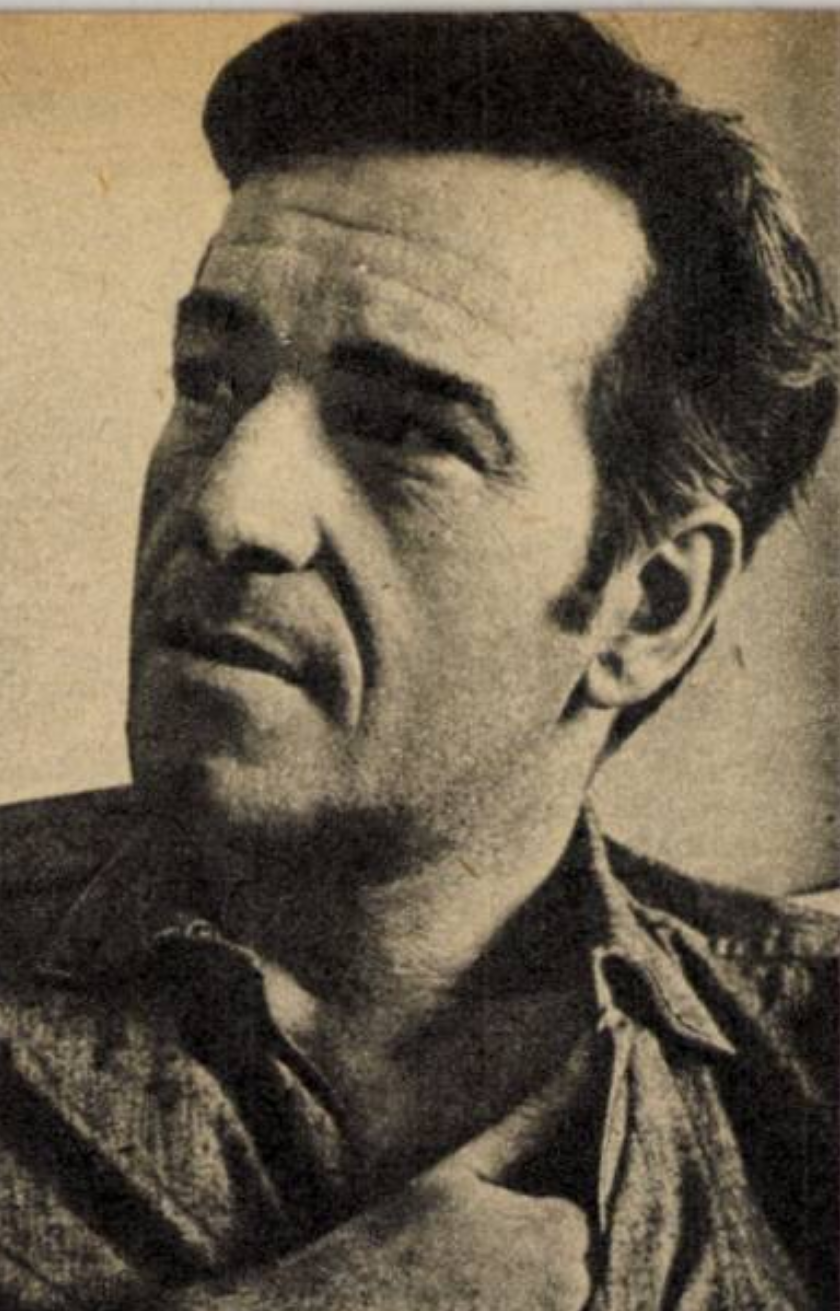
Sergiu Nicolaescu (actor, 1930-2013).

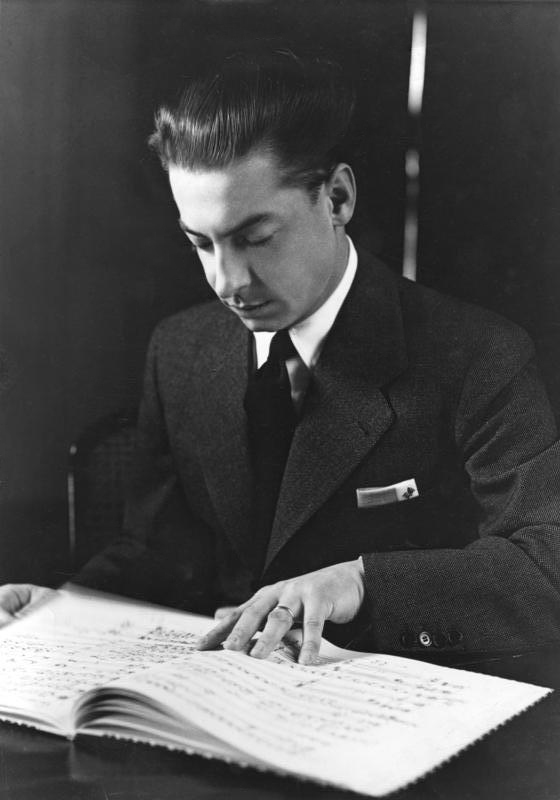
Herbert von Karajan.

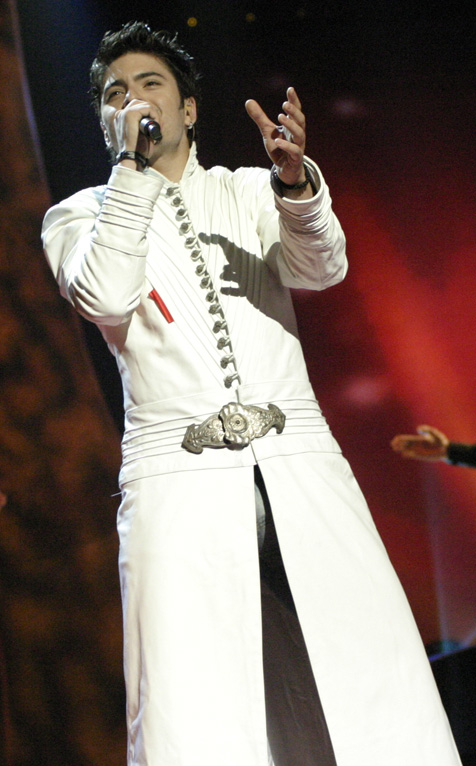
Tose Proesky.

Despina Vandi.

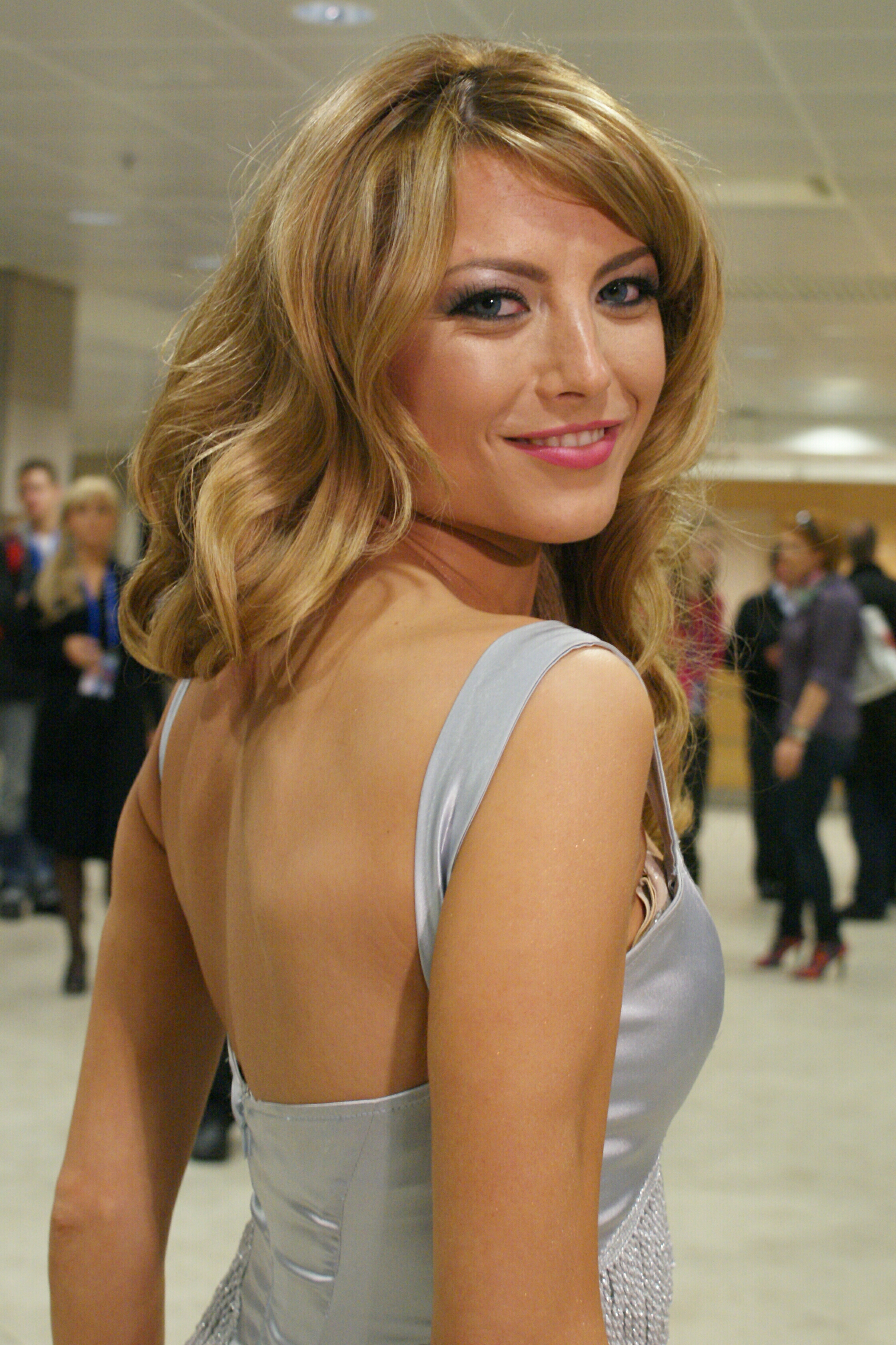
Elena Gheorghe.

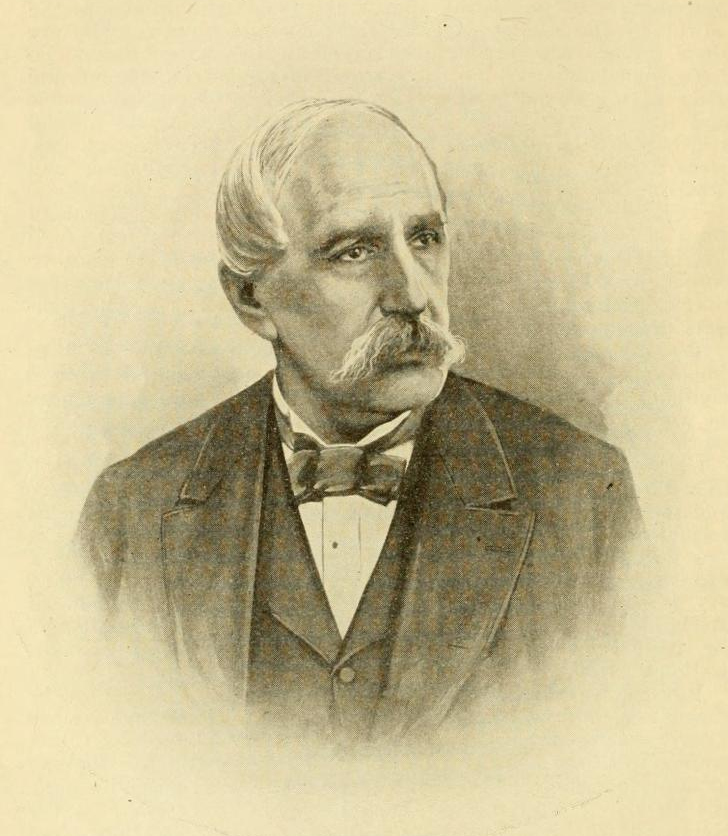
George Averoff.

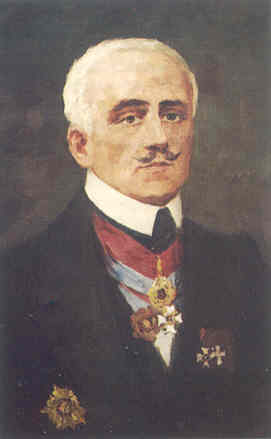
Evangelos Zappas.

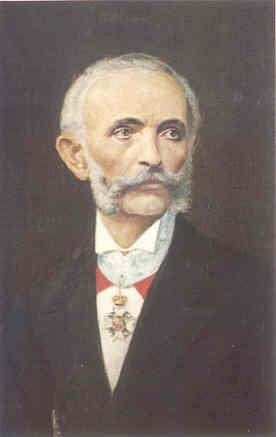
Konstantinos Zappas.

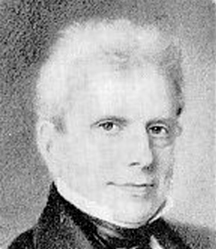
Georgios Sinas.

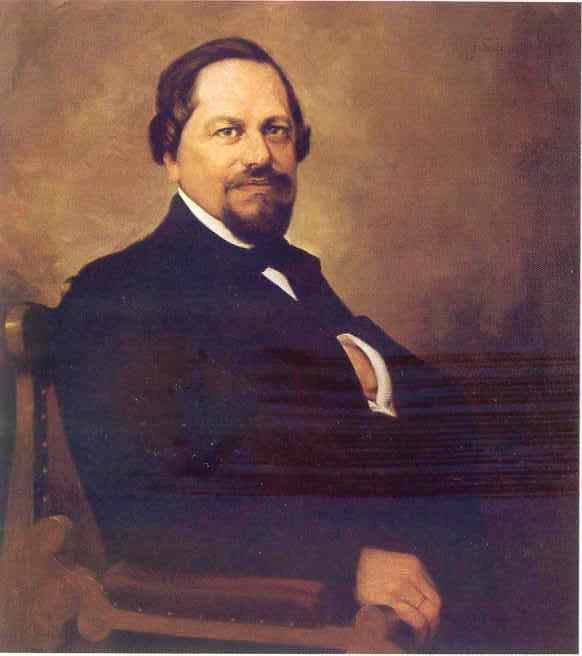
Simon Sinas.

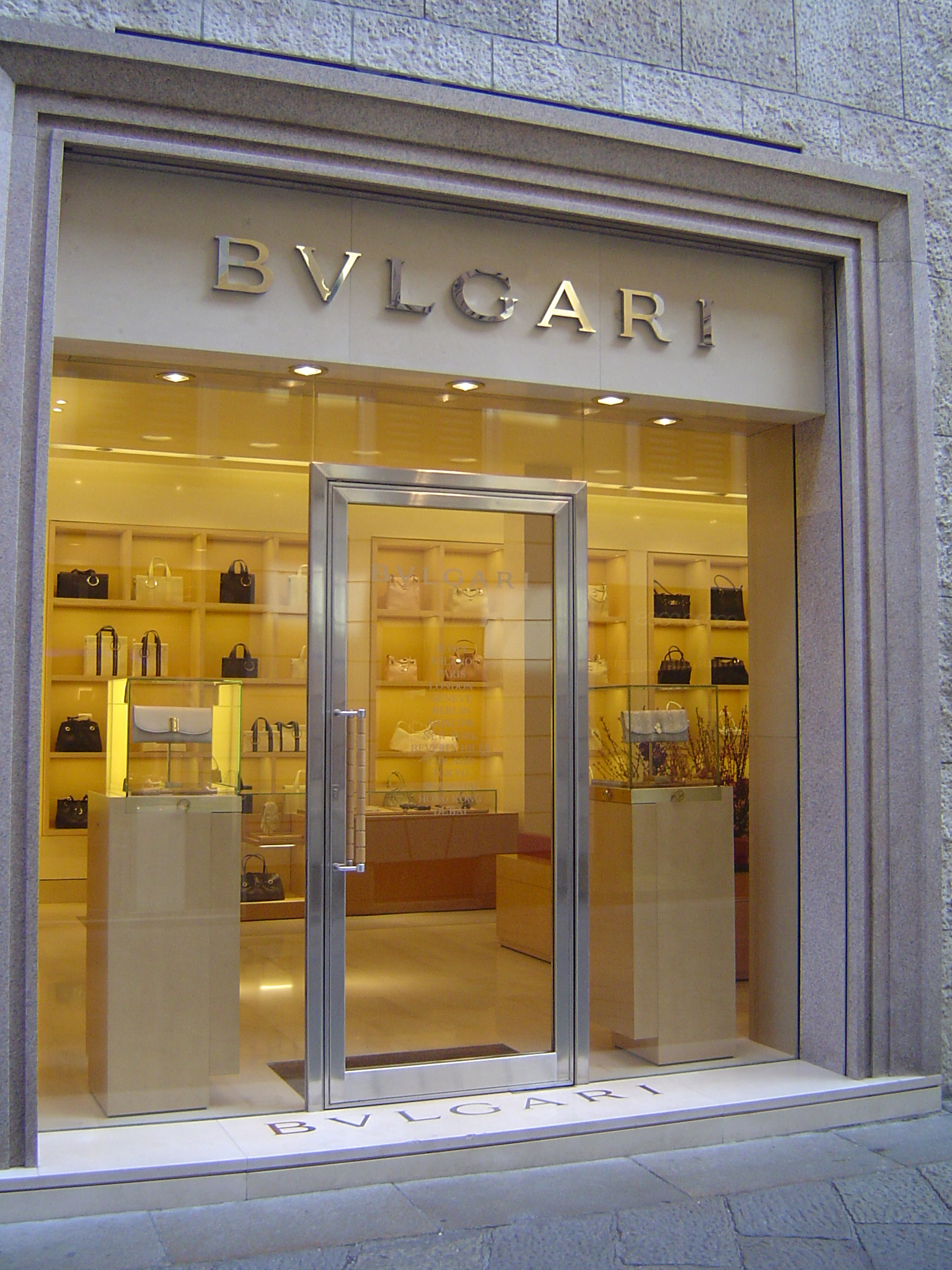
Bulgari House.

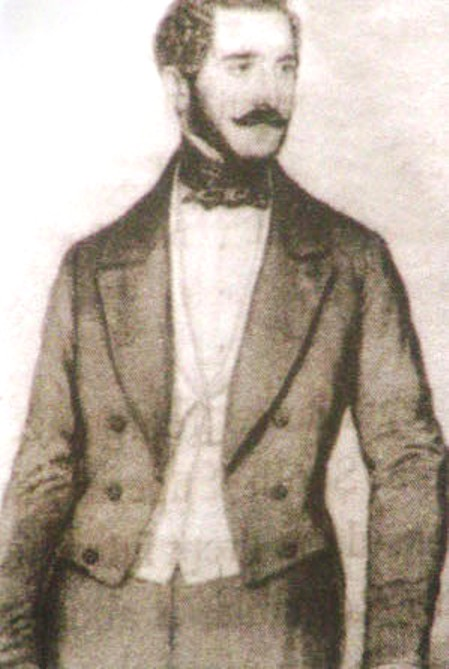
Andrei Mocioni.

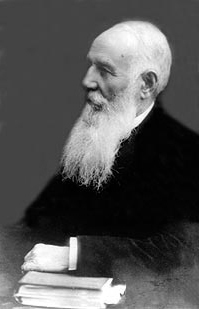
Nikola Pasic.

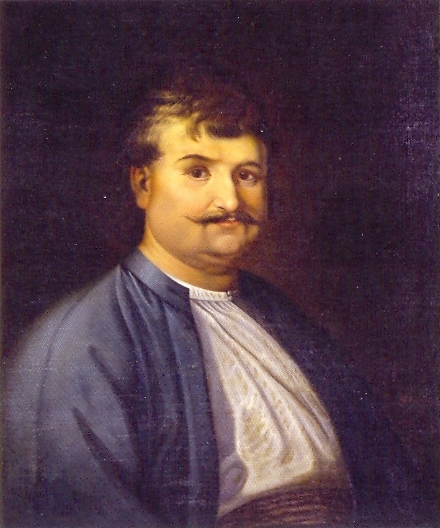
Rigas Feraios.

George Becali.

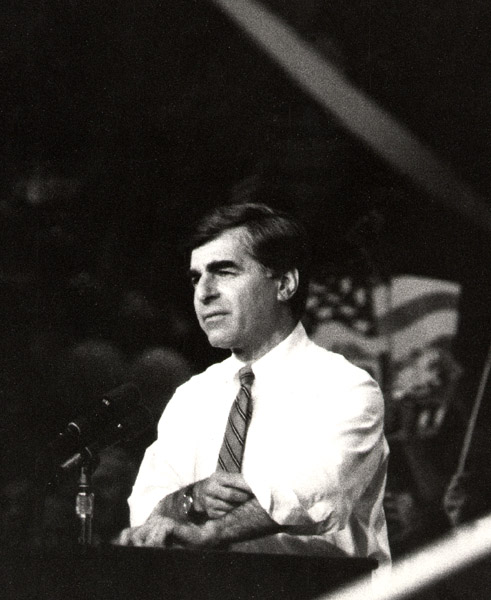
Michael Dukakis.

Ioannis Kolettis.

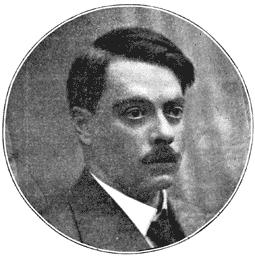
S. Octavian Iosif.

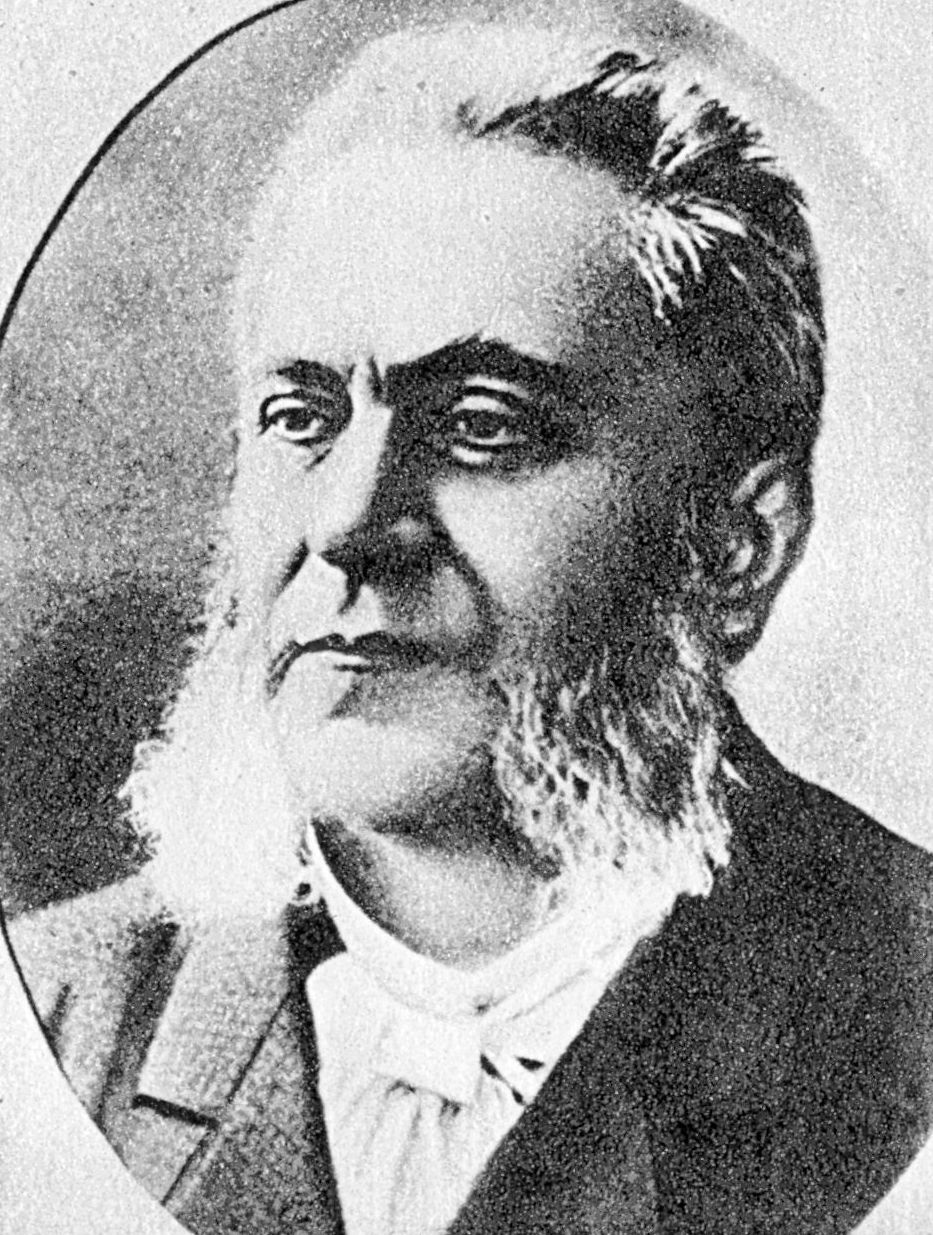
Alexandru Xenopol.

Neagu Djuvara.

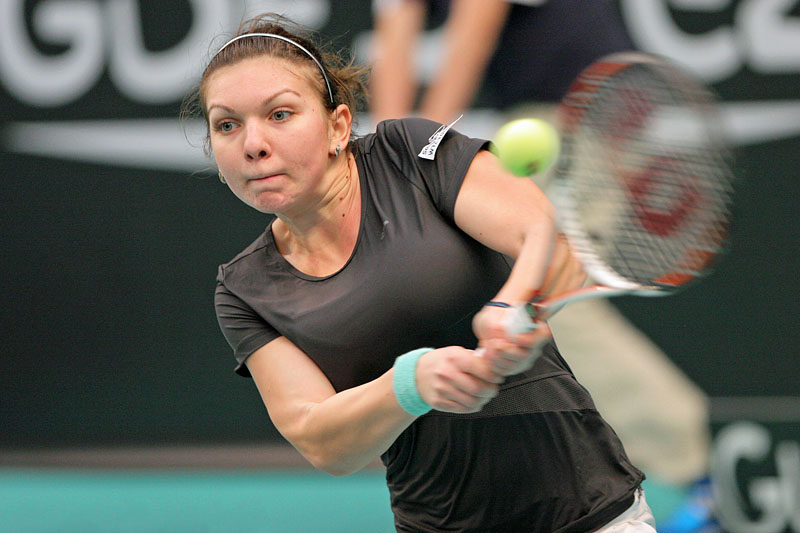
Simona Halep.

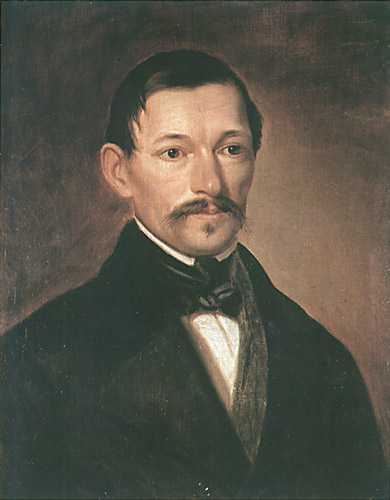
Jovan Sterija.

Branislav Nusic.

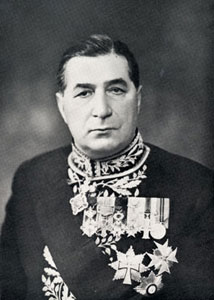
Matyla Ghika.

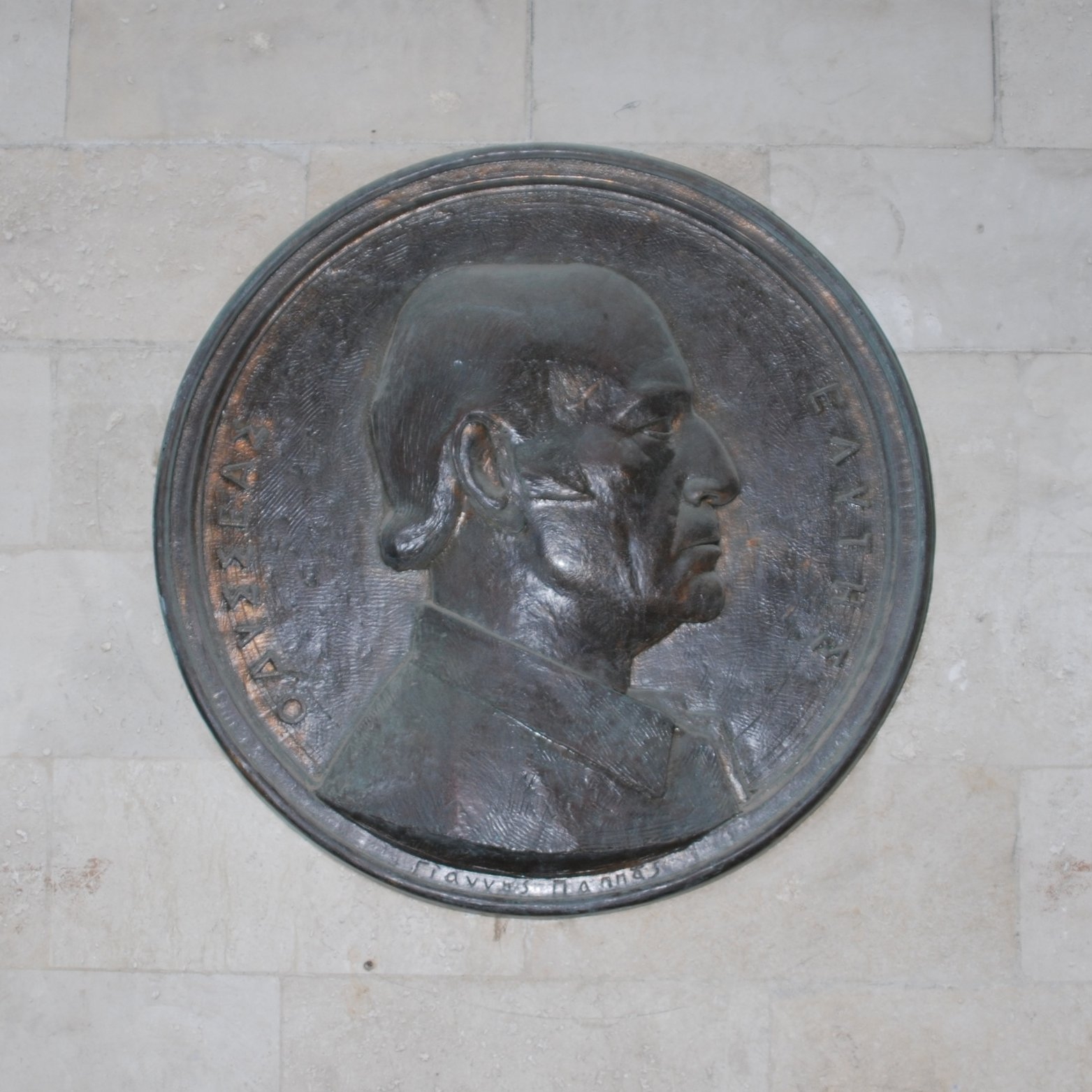
Odysseas Elitis.

El nombre «arrumano» deriva del latín romanus.
Hablan el idioma arrumano, una lengua neolatina que se llama makedon/armãnã (por makedonji/armãnji).
Reciben varios nombres:
- armãni
- arãmãni
- rãmãnji
- rumãni

De acuerdo con el área geográfica en la que viven, los arrumanos son agrupados en diferentes subgrupos:
- los "pindianos"; concentrados en la zona de los montes Pindo, el suroeste de Macedonia del Norte, el norte de Epiro y el oeste de Tesalia.
- los "gramustianos"; concentrados en el oeste de la provincia griega de Macedonia y el extremo norte de Epiro.
- los "muzachiaros" y "farserotas", estos últimos residen en el sur de Epiro y en Etolia y Acarnania.

## Cultura
El Día Nacional de los Arrumanos es el 23 de mayo y en Macedonia del Norte es fiesta reconocida por la Constitución del Estado.

## Orígenes
Hay varias teorías acerca del origen de los arrumanos:
La más famosa y conocida es que son descendientes de los pueblos ilirios romanizados.
En algunos medios académicos griegos son considerados «griegos antiguos latinizados», lo que es incorrecto, dado que no son parte del pueblo griego.
En Grecia son considerados descendientes de griegos latinizados poco después de la conquista romana de Grecia, o incluso durante los primeros años de existencia del Imperio bizantino, cuando el latín era aún la lengua oficial del imperio.
En Rumania se les considera como descendientes de tribus dacias romanizadas, que se habrían trasladado de la actual Transilvania a la Grecia septentrional durante la segunda mitad del primer milenio después de Cristo.
Otras teorías afirman que son descendientes de legionarios romanos que recibieron tierras para cultivar en Grecia como pago a sus años de servicio en el ejército, o bien descendientes de tracios (mezclados con ilirios) latinizados.

## Historia
Avanzada la Edad Media, los aromunes, aprovechando la debilidad del Imperio bizantino, crearon Estados semiautónomos a partir del siglo XI en adelante. Ejemplos de esto fueron la Gran Valaquia (con centro en la región griega de Tesalia) y la Pequeña Valaquia (en la Grecia occidental).
Finalmente, al igual que la gran mayoría de los pueblos balcánicos, caerían bajo el poder de los turcos otomanos.
Bajo el dominio otomano, los arrumanos gozaron de bastantes privilegios. Estaban autorizados a portar armas (algo prohibido al resto de cristianos del imperio) y fueron capaces de prosperar como comerciantes. El comercio entre la Europa central y los Balcanes estuvo virtualmente en sus manos. Ciudades habitadas mayormente por aromunes —como, por ejemplo, Moscopole, en territorio albanés actualmente— llegaron a contar con decenas de miles de habitantes.
Sin embargo, las relaciones con los turcos empeoraron y esto dio lugar a la pérdida de algunos de sus privilegios. La ciudad de Moscopole fue arrasada por los turcos en el siglo XVIII y acabó con ella su prosperidad económica. Se dio entonces una "repastoralización" de los aromunes, volviendo a dedicarse a sus actividades tradicionales: la cría de ganado vacuno y ovino, la trashumancia y los oficios de leñadores y carpinteros.
En el siglo XIX, los aromunes participaron en la revolución griega contra los otomanos, y fueron aromunes algunos de sus líderes, como Ioannis Kolettis.
Los aromunes se consideraban a sí mismos griegos de habla latina; "vlacófonos griegos". Durante el siglo XIX, la emergencia de la nacionalidad rumana hizo que algunos aromunes dejaran de considerarse griegos y pasaran a considerarse rumanos, o bien tan solo aromunes. Surgió una tensión entre aromunes partidarios de los griegos y los que estaban a favor de los rumanos. Rumania alentó la creación de escuelas rumanas en los poblados aromunes; pero todo cambió luego de la Segunda Guerra Mundial: por un lado, los rumanos dejaron de financiar escuelas en Grecia, por el otro, aromunes "antigriegos" respaldaron a los invasores alemanes e italianos creando un Estado aromuno autónomo en el Pindo griego.
En efecto, durante esa guerra fue creado (por los italianos que ocupaban Grecia) el Principado del Pindo —el único Estado aromuno de la historia— bajo el mando de Alkiviadis Diamandi di Samarina. Al perder el Eje la guerra, los aromunes "antigriegos" fueron encarcelados o debieron abandonar el país. En la actualidad, la inmensa mayoría de los aromunes se consideran "griegos".

## Actualidad
El pueblo aromún continúa viviendo en Grecia, Albania y Macedonia del Norte. El lenguaje que emplean se encuentra muy amenazado, ya que son generalmente bilingües: hablan el idioma oficial del Estado-nación al que pertenecen aparte del idioma de su etnia. En muchos casos tan solo hablan el idioma oficial.
La localidad principal de los arrumanos de Grecia es Metsovo (Aminciu en arrumano), antigua capital del Principado del Pindo. Otras localidades de cultura arrumana en la zona son Anilio (Aniliu en arrumano) y Milia (Milea).
Existe una importante cantidad de descendientes de aromunes en la Europa occidental y Estados Unidos, que son los que más tienen una "conciencia" aromuna. En los países de origen esta conciencia no es tan fuerte y se va camino a la asimilación definitiva de los aromunes.

## Localidades arrumanas en Grecia
- Metsovo (arr. Aminciu), antigua capital del Principado del Pindo. Destacan bodegas y el folklore.
- Anilio (arr. Aniliu), localidad a escasos kilómetros de Aminciu, formó parte del Principado del Pindo. Son conocidas sus pistas de esquí.
- Milia (arr. Milea, Ameru), localidad cercana a Aminciu, formó parte del Principado del Pindo. En su término se hallan distintos puntos o miradores que ofrecen las mejores panorámicas de la zona.
- Malakasi (arr. Malakasi), formó parte del Principado del Pindo. Localidad pintoresca, destaca su iglesia y las vistas a la naturaleza.
- Votonosi (arr. Vutunosu, Votonosi), formó parte del Principado del Pindo. Destaca su iglesia y como zona para turismo en la naturaleza y senderismo. A escasos kilómetros se encuentra en su término la aldea o barrio de Tsepries (arr. Tsepira, Tsepirea).

## Personalidades arrumanas
Son muchas las personalidades aromunas: desde la Madre Teresa hasta Herbert von Karajan, la lista es muy numerosa.

### Artes
- Branislav Nušić (1864-1938), novelista y dramaturgo serbio, de padre greco-arrumano
- Jovan Popović (1905-1952), escritor serbio, padre de ascendencia grecorrumana
- Constantin Noica (1909-1987), filósofo, ensayista y poeta rumano
- Janaq Paço (1914-1991), escultor albanés
- Dan Pița (1938-), cineasta rumano
- Dimitris Mitropanos (1948-2012), cantante griego
- Kaliopi (1966-), cantante macedonio de origen mixto arrumano-macedonio
- Toše Proeski (1981-2007), cantautor pop macedonio
- Elena Gheorghe (1985-), cantante rumana

### Política
- Rigas Feraios (1757-1798), escritor, pensador político y revolucionario, pionero de la Guerra de Independencia griega
- Ioannis Kolettis (1774-1847), primer ministro griego, declaró la independencia del Imperio otomano
- Vladan Đorđević (1844-1930), político, diplomático, médico, prolífico escritor y organizador del Servicio Sanitario Estatal serbio
- Spirídon Lámpros, (1851-1919) - político y profesor de historia griego, padre rumano
- Alexandros Papagos (1883-1955), oficial del ejército helénico y primer ministro, con madre rumana
- Alcibiades Diamandi (1893-1948), figura política de Grecia, miembro del comité que envió cartas pidiendo un pequeño estado valaco autónomo en 1917 bajo protección italiana (más tarde llamado Principado de Pindus) y líder (durante la Segunda Guerra Mundial) de la Legión Romana, una organización que ayudó al ejército italiano durante la ocupación de Grecia
- Margarita Tutulani (1925-1943), adolescente antifascista
- Olympia Dukakis (1931-2021), actriz estadounidense
- Michael Dukakis (1933-), político estadounidense, gobernador de Massachusetts y excandidato presidencial. Primo de la actriz Olympia Dukakis, y de madre grecorrumana.
- Ion Caramitru (1942-2021), político rumano, exministro de Cultura
- Victor Ponta (1972-), político y jurista rumano

### Derecho, filantropía y comercio
- Evangelos Zappas (1800-1865), filántropo y empresario
- Simon Sinas (1810-1876), banquero, aristócrata, benefactor y diplomático austrogriego
- Konstantinos Zappas (1814-1892), empresario y benefactor
- George Averoff (1818-1899), empresario y filántropo griego, nacido en Metsovo.
- Aristotelis Valaoritis (1824-1879), poeta y político griego.

### Deportes
- Cristian Gațu (1945-), jugador rumano de balonmano
- Gigi Becali (1958-), político rumano, propietario del club de fútbol FC Steaua București
- Gheorghe Hagi (1965-), futbolista rumano
- Adrian Mutu (1979-), futbolista rumano
- Dominique Moceanu (1981-), gimnasta estadounidense, hija de rumanos
- Gabriel Torje (1989-), futbolista rumano
- Simona Halep (1991-), tenista rumana
- Ianis Hagi (1998-), futbolista rumano